# NGC 1651
NGC 1651 (بالألمانية: NGC 1651) الذي يرمز له بالرمز NGC 1651، وESO 55-30، هو عنقود مغلق، في كوكبة الجبل.

## الاكتشاف
اكتشف في 3 نوفمبر 1834، بواسطة جون هيرشل.